# Courcelles-Frémoy
Courcelles-Frémoy ist eine französische Gemeinde mit 148 Einwohnern (Stand 1. Januar 2022) im Département Côte-d’Or in der Region Bourgogne-Franche-Comté. Sie gehört zum Arrondissement Montbard und zum Verwaltungsregion Bourgogne-Franche-Comté.
Nachbargemeinden sind Forléans im Norden, Thoste im Osten, La Roche-en-Brenil im Süden und Montberthault im Westen.

## Weblinks

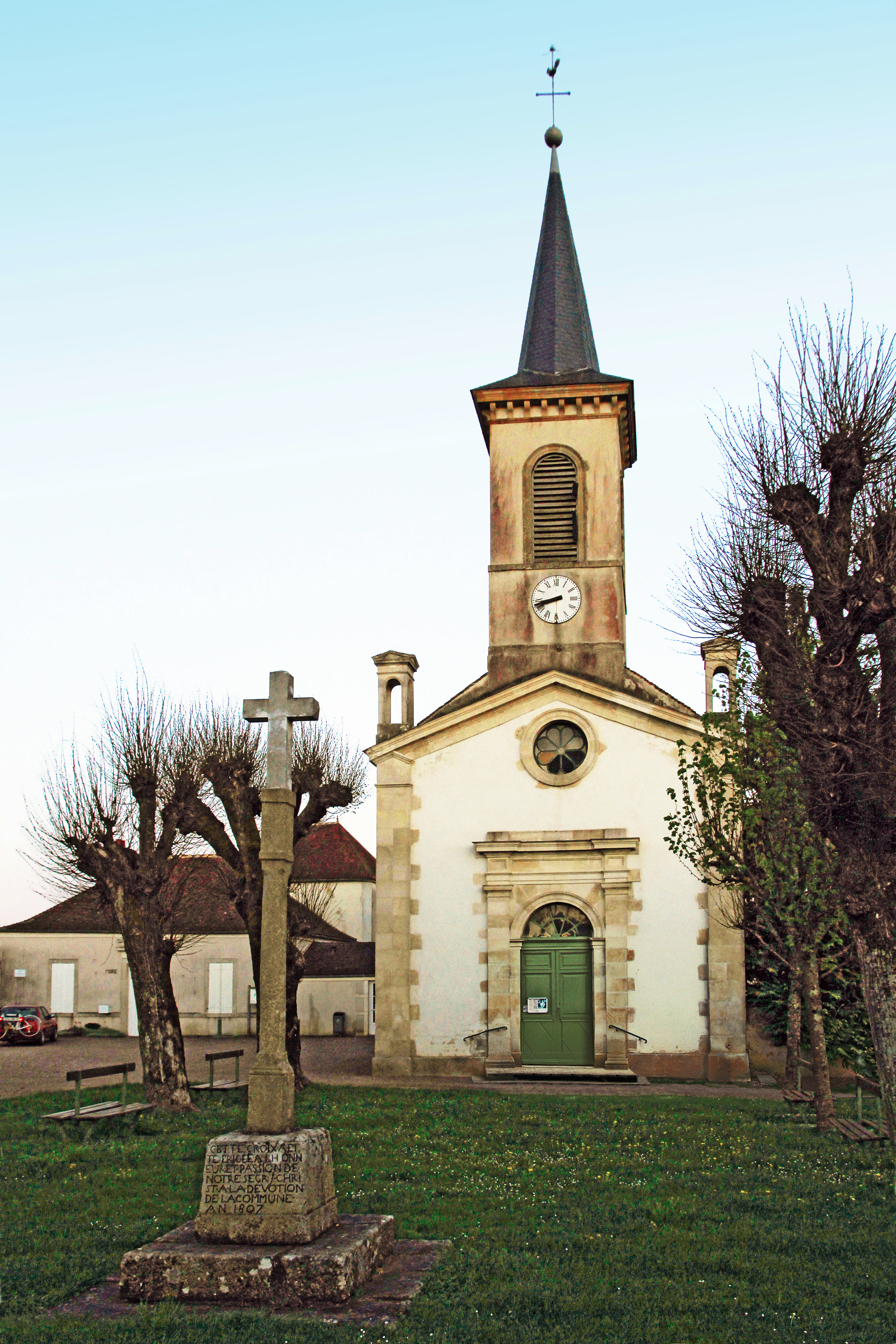
Kirche Jean-Baptiste

## Bevölkerungsentwicklung
| Jahr                       | 1962 | 1968 | 1975 | 1982 | 1990 | 1999 | 2008 | 2015 |
| -------------------------- | ---- | ---- | ---- | ---- | ---- | ---- | ---- | ---- |
| Einwohner                  | 160  | 144  | 104  | 108  | 125  | 100  | 120  | 128  |
| Quellen: Cassini und INSEE |      |      |      |      |      |      |      |      |

## Sehenswürdigkeiten
- Kirche Jean-Baptiste